# Anatomie 2
Série
Anatomie
(2000)
Pour plus de détails, voir Fiche technique et Distribution.
Anatomie 2 (titre original : Anatomie 2) est un thriller d'horreur allemand, réalisé et écrit par Stefan Ruzowitzky, sorti en 2003.
C'est la suite du film Anatomie, sorti en 2000.

## Synopsis
Joachim est un jeune neurochirurgien originaire de Duisbourg qui finit son internat dans un grand hôpital de Berlin. Il espère rejoindre le groupe de travail du professeur Mueller-LaRousse. Paula Henning, héroïne du premier opus, est quant à elle devenue enquêtrice de police et continue de traquer les membres de la société anti-hippocratique…

## Fiche technique
- Titre : Anatomie 2
- Titre original : Anatomie 2
- Réalisation : Stefan Ruzowitzky
- Scénario : Stefan Ruzowitzky
- Production : Jakob Claussen, Andrea Willson, Thomas Wöbke, Claudia Loewe
- Musique : Marius Ruhland
- Photographie : Andreas Berger
- Montage : Hans Funck
- Direction artistique : Christian M. Goldbeck, Ulrika von Vegesack
- Décors : Vera Carstens
- Costumes : Nicole Fischnaller
- Pays d'origine :  Allemagne
- Langue : allemand/anglais
- Genre : Horreur / Thriller
- Durée : 101 minutes
- Date de sortie :
  -  Allemagne : 6 février 2003
  -  Autriche : 7 février 2003
  -  Hongrie : 17 mai 2003
  -  Argentine : 1er octobre 2003
  -  Norvège : 15 octobre 2003
  -  Finlande : 17 octobre 2003
  -  États-Unis : 3 novembre 2003
  -  Italie : 19 novembre 2003
  -  France : 25 novembre 2003
- Interdit aux moins de 12 ans

## Distribution
- Barnaby Metschurat : Joachim Hauser
- Franka Potente : Paula Henning
- Herbert Knaup : Professeur Charles Mueller-LaRousse
- Wotan Wilke Möhring : Gregor
- August Diehl : Benny Sachs
- Heike Makatsch : Viktoria

## Récompenses et distinctions

### Récompenses
- Bayerischer Filmpreis 2003 :
  - Meilleur jeune acteur (Barnaby Metschurat)

### Nominations
- Saturn Award 2004 :
  - Saturn Award de la meilleure édition DVD